# Гавриил (Милошев)
Гавриил (в миру Гёрги Милошев, макед. Ѓорѓи Милошев, болг. Георги Милошев; 17 апреля 1912, Скопье — 4 марта 1996, Скопье) — третий предстоятель Македонской православной церкви с титулом «Архиепископ Охридский и Македонский».

## Биография
В 1936 году окончил Философский факультет Скопийского университета, где изучал германистику и славистику.
В 1942 году был рукоположен в сан священника и назначен на приход в Велесе.
18 ноября 1977 года Архиерейский Синод Македонской православной церкви учредил Повардарскую епархию, правящим архиереем которой определил быть Гавриилу. Его хиротония состоялась 24 декабря 1977 года.
29 января 1978 года Гавриил был интронизирован в сан митрополита Повардарского. Он был восьмым по счёту архиереем самочинной Македонской православной церкви (после Досифея (Стойковского), Климента (Трайковского), Наума (Димовского), Мефодия (Попоского), Кирилла (Поповского), Ангелария (Крстеского) и Горазда (Димитриевского)).
Был первым председателем Союза переводчиков Македонии.
4 октября 1986 года в храме Святой Софии в Охриде состоялась его настолование, как нового главы предстоятелем Македонской православной церкви.
Став неканонической Македонской православной церкви, продолжал труды своих предшественников, в частности возведением церкви святого Климента Охридского в Скопье, который он освятил 12 август 1990 года, создания Богословского факультета. Курировал издание Библии на македонском литературном языке. Гавриил был первым Македонский епископ, который восстановил древнюю традицию освещение вод реки Вардар.
9 июня 1993 года из-за старости и болезней был вынужден уйти на покой. Скончался в 1996 году и был погребён в монастыре Святого Наума в селе Радишани.